# Cyrus Poonawalla
Cyrus Soli Poonawalla, född 1941, är en indisk entreprenör.
Cyrus Poonawalla är son till Soli Poonawalla, som blev känd som uppfödare av kapplöpningshästar på det 1946 grundade och familjeägda Poonawalla Stud Farms i Pune i Maharashtra i Indien. Han gick på  The Bishop's School i Pune och utbildade sig i ekonomi på Brihan Maharashtra College of Commerce vid Savitribai Phule Pune University, där han tog examen 1966.
Han grundade 1966 det vaccintillverkande Serum Institute of India i Pune, vilket började med att producera stelkrampsvaccin och har växt till världens volymmässigt största vaccintillverkare. Han har också tidigare varit chef för företaget, men sedan 2011 leds företaget av sonen Adar Poonawalla.
Han är gift med Villou Poonawalla.